# Государственный музей истории Узбекистана

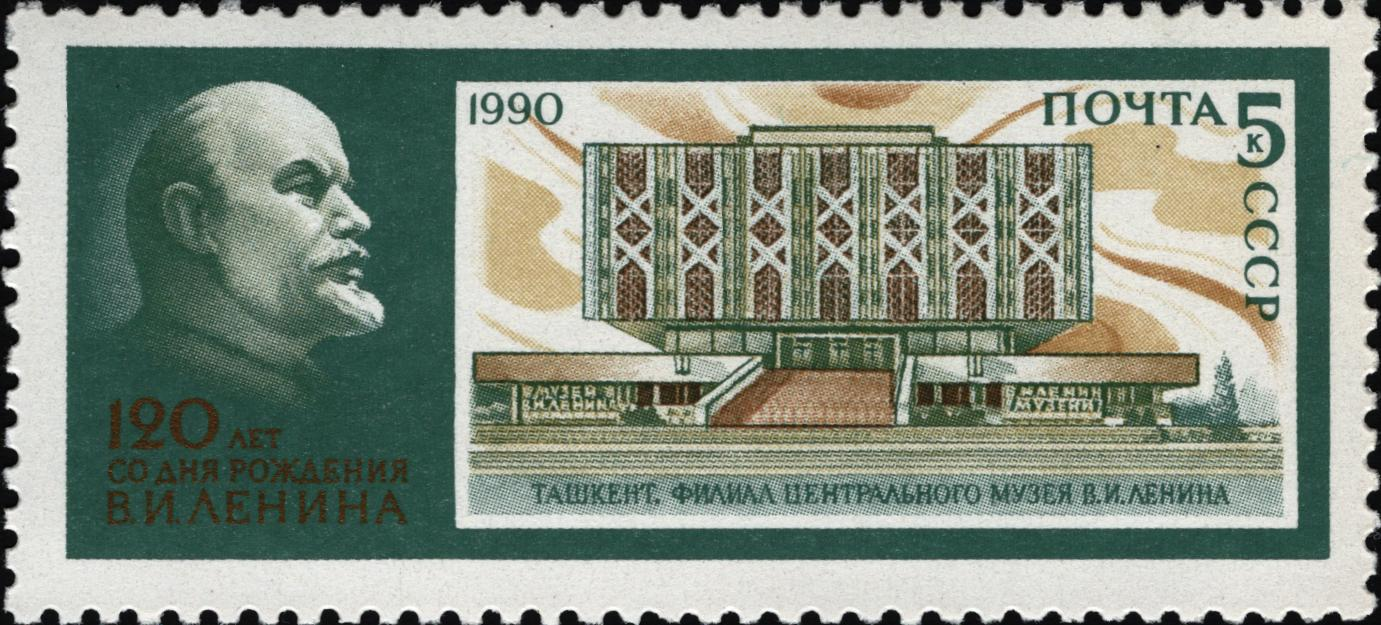
Почтовая марка СССР

Государственный музей истории Узбекистана находится в Ташкенте и так же, как и Государственный музей природы Узбекистана, является старейшим музеем Средней Азии и Ташкента, ведущим свою родословную от Народного музея Туркестана.
4 июня 2024 года музей был закрыт на ремонт.

## Описание экспозиции музея
Всего в фондах музея имеется более 250 тыс. экспонатов. В музейной экспозиции представлены предметы, позволяющие проследить историческое развитие народов, населявших Центральную Азию в прошлом, начиная от эпохи каменного века и времени появления первых государственных образований на территории современного Узбекистана и до наших дней.
Среди экспонатов музея следует отметить украшенный статуэтками животных большой бронзовый сакский котел, датируемый IV—V веком до н. э., и скульптуру Будды I-го века н. э., которая была найдена археологами при раскопках в Сурхандарьинской области Узбекистана.
В музее имеется неплохая коллекция образцов древнейшей керамики и тканей, большое количество древних монет, а также сборники исторических документов и произведений искусства. Археологические, этнографические и нумизматические коллекции музея уникальны с точки зрения многих специалистов историков и археологов.
Экспонаты музея, найденные на территории Узбекистана, а также хранящиеся в его фондах редкие архивные материалы, рукописи, исторические документы и фотоматериалы, позволяют посетителям музея не только ознакомиться с одним из древнейших очагов цивилизации Востока, которым является Средняя Азия, но также и узнать о важнейших этапах истории и узбекского народа, и других народов, населявших территорию современного Узбекистана.
Несомненный интерес представляют выставленные в музее экспонаты, относящиеся к эпохе Тимуридов, которые позволяют в полной мере показать расцвет средневековой цивилизации народов, живших в этом регионе, их достижения в науке и поэзии, в искусстве книжной миниатюры, в архитектуре и различных ремеслах.

## История музея и музейной коллекции. Здание музея

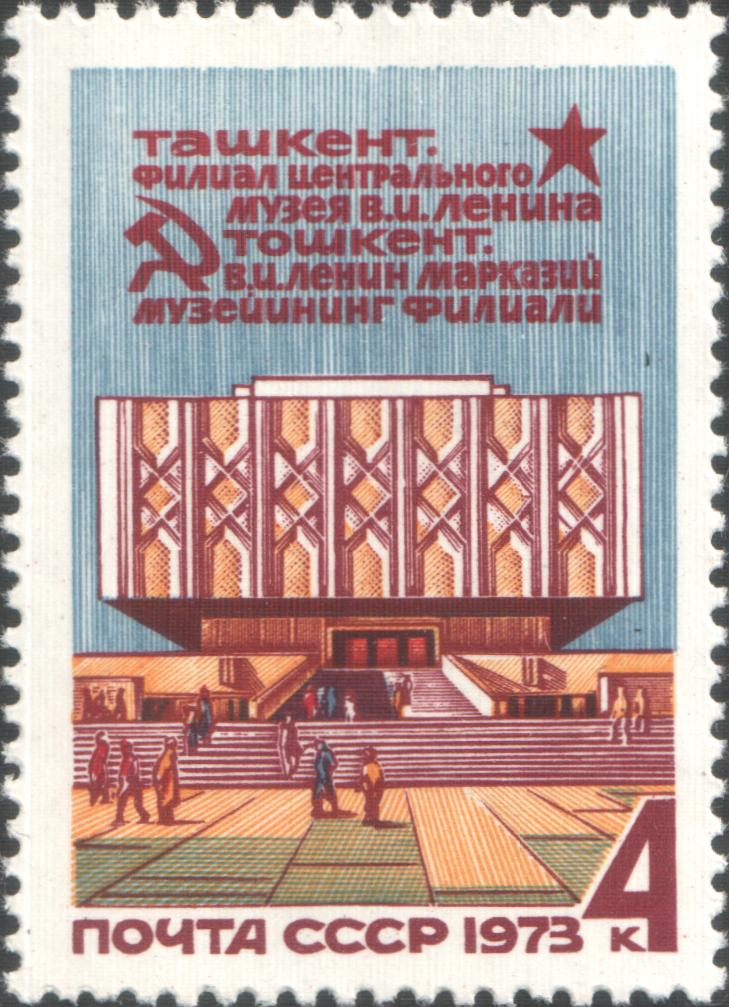
Почтовая марка СССР, 1973 год

Государственный Музей Истории Узбекистана был основан 12 июля 1876 года в качестве Народного Музея Туркестана, созданного в Ташкенте в 1876 году по инициативе русских учёных — членов Туркестанского отделения Московского общества любителей природоведения, антропологии и этнографии. В короткое время с момента своего создания музей сумел пополнить не только свою главную экспозицию, но также и подготовил и провел ряд международных выставок: в Париже (в 1900 году) и в Милане (в 1906 году). Также музей способствовал открытию музеев в Самарканде (1896 год) и в Фергане (1899 год).
С февраля 1919 года музей стал называться Государственный Музей Туркестана, а позже получил название Главный Центрально-Азиатский музей.
На протяжении прошедшего XX века музей неоднократно менял своё название и местонахождение. В настоящее время Государственный Музей Истории Узбекистана располагается в здании на проспекте Рашидова, которое специально было построено в 1970 году для созданного в Ташкенте музея Ленина. Здание музея стало выдающимся образцом "ташкентского модернизма" второй половины XX века, одной из достопримечательностей столицы Узбекистана, его эмблемой.  Его дизайн отражает как традиционную, так и прогрессивную узбекскую архитектуру и сочетает абстрактную геометрическую форму с богатым орнаментом. Его основная форма - куб, который является символом вечности в восточной архитектуре. Яркой особенностью фасада здания является ряд геометрических солнцезащитных экранов, облицованных беловато-розовым мрамором. Авторами проекта выступили лауреаты Государственной премии Узбекской ССР имени Хамзы архитекторы Е. Розанов, В. Шестопалов, конструкторы В. Кричевский, И. Ленточников, соавтор — архитектор Ю. Болдычев; инженер Т. Мелик-Аракелян.
4 июня 2024 года музей был закрыт на ремонт.

## Награды
- Орден «Знак Почёта» (1977 год)[7]

## Книги-альбомы
В 2019 году Всемирное общество по изучению, сохранению и популяризации культурного наследия Узбекистана, при участии председателя попечительского совета  Бахтиера Фазылова, председателя научного совета Эдварда Ртвеладзе, а также председателя правления Всемирного общества и руководителя проекта "Культурное наследие Узбекистана" Фирдавса Абдухаликова совместно с директором музея Жаннат Исмаиловой и при поддержке президента Академии наук Узбекистана Бехзода Юлдашева приняли решение о подготовке и публикации двух томов (соответственно XXVI и XXVII тома) из серии "Культурное наследие Узбекистана в собраниях мира", посвященных коллекции Государственного музея истории Узбекистана. В качестве авторов книг помимо Абдухаликова и Исмаиловой выступили сотрудники Музея и узбекские ученые, в том числе Отабек Арипджанов, Вазген Минасянц, Альфия Мусакаева и Лариса Левтеева.
- Первый том посвящен археологии и нумизматике. Хронологически представленная в альбоме коллекция археологических артефактов охватывает периоды, начиная с эпохи раннего палеолита (1,5 млн лет до н.э.) до XVI в. включительно. Среди экспонатов – уникальные орудия труда, предметы бронзолитейного и железолитейного производств, изделия из стекла и дерева, образцы керамики с городищ Афрасиаб, Коктепа, Халчаян и Дальверзинтепа, Термеза, образцы каменной, глиняной и ганчевой скульптуры и настенной живописи из буддийских храмов Фаязтепа и Каратепа. Нумизматическая коллекция фонда представлена монетами практически всех государственных образований древней и раннесредневековой Средней Азии. Хронологически их обращение охватывает период от античности и раннего средневековья до сегодняшнего дня. Среди них чеканы династий Саманидов, Караханидов, Хорезмшахов, Чагатаидов, Темуридов,Шейбанидов, а также монеты более поздних династий – Аштарханидов и клады периода трех ханств: Кокандского, Бухарского, Хивинского.[8]

- Второй том посвящен этнографическому фонду Музея, в частности представлены предметы керамики, фарфора и фаянса, искусство чеканщиков и ювелиров, а также вышивка, ткани, национальные костюмы. Помимо прочего, в книге представлена уникальная коллекция предметов оружейного искусства прошлых веков. Большая часть представленного в томе оружия была опубликована впервые. Также в альбоме присутствуют редко публикуемые материалы о памятниках дунганской культуры и быта конца ХIХ – начала XX веков, в частности предметы одежды, украшения и обувь.[9]

Обе книги-альбома были презентованы в августе 2019 года на III Международном конгрессе Всемирного общества по изучению, сохранению и популяризации культурного наследия Узбекистана, состоявшемся в Ташкенте в рамках Недели культурного наследия «Узбекистан – перекресток великих дорог и цивилизаций: империи, религии, культуры».